# Pomaderris mediora
Pomaderris mediora är en brakvedsväxtart som beskrevs av Neville Grant Walsh och F Coates. Pomaderris mediora ingår i släktet Pomaderris och familjen brakvedsväxter. Inga underarter finns listade i Catalogue of Life.